# Данчев, Фёдор Тихонович
Фёдор Тихонович Да́нчев (16 февраля 1915 — 27 ноября 1975) — старшина, разведчик 1080-го стрелкового полка 310-я стрелковая дивизии, участник Великой Отечественной войны, полный кавалер Ордена Славы. Член КПСС с 1942.

## Биография
Родился 16 февраля 1915 года в селе Дорофеевка, Кокчетавского уезда, Акмолинская область (ныне — Бурабайский район Акмолинской области Казахстана) в семье крестьянина. Мордвин.
Образование начальное.
В ряды Красной Армии призван в 1941 году. На фронте с июня 1941 года.
Воевал командиром расчёта 76-мм орудия 1080-го стрелкового полка 310-й стрелковой дивизий (67-я армия, Ленинградский фронт) в звании старший сержант.
После первого подвига был назначен командиром отделения взвода пешей разведки 1080-го стрелкового полка 310-й стрелковой дивизий (7-я армия, Карельский фронт).
После второго подвига было присвоено звание старшина и был назначен помощником командира взвода пешей разведки 1080-го стрелкового полка 310-й стрелковой дивизий (19-я армия, 2-й Белорусский фронт).
В 1946 году Данчев демобилизовался, после чего проживал на хуторе Родниковский Новокубанского района Краснодарского края и работал слесарем-оператором в совхозе «Урупский».
Скончался 27 ноября 1975 года.

## Первый подвиг
5-10.3.44 при отражении контратак немцев у деревни Красные Пруды, 30 км юго-восточнее Пскова, с бойцами уничтожил 2 орудия, противотанковое ружье, 2 пулеметные точки и до 30 немцев. 19.3.44 награждён орденом Славы 3-й степени.

## Второй подвиг
При прорыве обороны немцев восточнее деревни Бордовская (Лодейнопольский район Ленинградской области) 20 июня 1944 года разведал нейтральную полосу, определил места проделывания проходов в заграждениях и броды для форсирования реки Яндеба.
22 июня 1944 года разминировал железнодорожное полотно и на южном берегу реки Свирь у деревни Терехово, 30 км северо-восточнее города Лодейное Поле, прикрывая со своими разведчиками наступление пехоты, убил из пулемёта немецкого офицера, а его документы доставил в штаб полка.
21 июля 1944 года был награждён орденом Славы 2-й степени.

## Третий подвиг
26 февраля 1945 года у населенного пункта Хаммерштайн (западнее города Шлохау, Германия, ныне Члухов, Польша), Данчев со своей группой выявил расположение и численность группировки немцев, взял в плен офицера и 4-х солдат. 1 марта 1945 года установил координаты вражеской батареи, по которым она была затем подавленна.
29 июня 1945 года награждён орденом Славы 1-й степени, став полным кавалером ордена Славы.

## Награды
- Орден Красной Звезды
- Орден Славы 1-й степени
- Орден Славы 2-й степени
- Орден Славы 3-й степени
- Медали

## Память
Его именем названа улица в хуторе Родниковский Краснодарского края Новокубанского района. В честь него в селе Дорофеевка также названа улица.